# Dark ambient
Dark ambient – jeden z podgatunków muzyki ambient, powstały w latach 80. XX wieku.
Jak sama nazwa wskazuje, jest to tzw. muzyka tła. Nie obowiązuje tutaj harmonia, linia melodyczna, a nawet rytm. Celem jest stworzenie „muzyki otoczenia”. W przeciwieństwie do głównego gatunku – ambientu, gdzie muzyka miała być przyjemna, relaksująca, dark ambient jest muzyką mroczną, która może wywoływać strach, przerażenie, niepokój lub uczucia smutku i melancholii. Urządzenia wykorzystywane do tworzenia w tym gatunku, to głównie komputery i syntezatory.